# 兰穆
兰穆（4世纪—398年），昌黎郡棘城县（今辽宁省锦州市义县）人，兰汗的长子，后燕官员。
398年四月廿六日，兰汗杀死皇帝慕容宝，兰汗自称大都督、大将军、大单于、昌黎王，改年号为青龙。在建安起兵，人数达几千。兰汗祈祷时把弑君之罪全部推托到兰加难的身上。兰堤与兰加难听后大怒，七月十五日，兰堤与兰加难联合率军突然袭击仇尼慕的部队，打败仇尼慕。兰汗派太子蘭穆带兵去讨伐，兰穆对兰汗说：“慕容盛是我们的大仇人，定是他与太原王慕容奇里应外合，是心腹之患，万万不可姑息，应先行除掉。”李旱、卫双、刘忠、张豪、张真等人，颇得慕容盛厚待，兰穆也把他们作为心腹。七月十七日，兰穆去袭击兰堤、兰加难等人，把他们打败。七月二十日，兰汗大开筵宴，犒赏将士，兰汗、兰穆都喝得大醉。慕容盛半夜出去上厕所，于是跳墙进入东宫，与李旱等人一起杀死了兰穆。